# 威廉·华莱士·坎贝尔
威廉·华莱士·坎贝尔（英語：William Wallace Campbell，1862年4月11日—1938年6月14日）是一名美国天文学家，1901年-1930年利克天文台台长，专长于研究光谱学。

## 简历
1862年4月11日，他出生在俄亥俄州汉考克县的一座农场中，是罗伯特·威尔逊·坎贝尔和哈丽特·威尔士的儿子。在当地经数年教育后，1882年进入密歇根大学学习土木工程，1886年取得理学士学位。大学期间，他阅读了西蒙·纽康的《通俗天文学》，从而激发了对天文学的兴趣。
大学毕业后，他被任命为科罗拉多大学数学教授，但很快又搬回密歇根担任起天文学教师，1891年他受邀到加利福尼亚利克天文台从事光谱研究。坎贝尔是一位研究天文光谱和对恒星径向速度编目的先驱，他的日食摄影也得到了业内的认可。1893年，他发现了沃尔夫–拉叶星HD 184738（也被称为坎贝尔氢壳星），1901年至1930年出任利克天文台台长。
1914年8月，坎贝尔与柏林天文台的欧文·芬莱-弗罗因德利克（Erwin Freundlich）一起来到俄罗斯拍摄日食照片，对阿尔伯特·爱因斯坦广义相对论的正确性作早期验证。而第一次世界大战的爆发（特别是德国对俄国的宣战）导致俄罗斯军方在克里米亚扣留了弗雷德里奇及他的器材，而来自中立国家（美国）的坎贝尔则被允许继续他的计划，但由于当地云层的遮挡，此次并没有拍摄到日食。1918年6月8日，坎贝尔着手另一次在华盛顿州戈尔登代尔的日食拍摄，由于所有精良的摄影器材四年前全被扣在了俄罗斯，他不得不从利克天文台现有设备中临时凑合，但受所用相机所限，最终还是无法验证爱因斯坦理论所预言的恒星光线会发生偏转的现象。
1919年，英国天体物理学家亚瑟·爱丁顿率领的探险队在1919年5月29日拍摄的日食照片，证明了爱因斯坦相对论的正确性。但当时还有一些不确定因素，此外，另有部分原因是一战后反德情绪所引发的怀疑。最终和无异议的确认一般被认为是坎贝尔的利克天文台于1922年在澳大利亚所拍摄的日食照片。坎贝尔的结果报告指出，这些观察所显示的状况，与爱因斯坦的预言完全一致。
坎贝尔曾任1923年-1930年第10任加利福尼亚大学校长，1923年-1926年也在科学服务理事会—现称为科学与公众学会（Society for Science & the Public）任过职，担任过1895年、1909年和1918年三届太平洋天文学会的会长。
晚年，他几乎双目失明，而且患有失语症。1938年6月14日，他在76岁时从加利福尼亚州旧金山一幢大楼的四楼窗户中跳楼自杀。死前，他在遗书中写道：这不仅让他感到非常沮丧，而且认为活下去只会给家人带来精力和费用上的负担。1892年他与伊丽莎白·巴拉德·汤普森（Elizabeth Ballard Thompson）结婚，共生有三个儿子，其中一位是一战时的美国王牌飞行员道格拉斯·坎贝尔中尉。

## 荣誉和奖励
- 1903年法国科学院拉朗德奖（Lalande Medal）；
- 1906年美国国家科学院亨利·德雷伯奖章[10]；
- 1906年英国皇家天文学会金质奖章[11]；
- 1910年让森奖章；
- 1915年布鲁斯奖[12]；
- 1918年伦敦皇家学会会员[13]；
- 1920年爱丁堡皇家学会荣誉会员[14]；
- 月球上的坎贝尔环形山[15]；
- 火星上的撞击坑[16]；
- 小行星2751 坎贝尔；
- 加州大学伯克利分校校区的坎贝尔大厅。

## 率领的克罗克考察队
南太平洋铁路公司副总裁查尔斯·弗雷德里克·克罗克（Charles Frederick Crocker）和美国克罗克国民银行总裁威廉·亨利·克罗克（William Henry Crocker）曾资助过很多次利克-克罗克日食考察，其中，有数次是由坎贝尔组织带队：
- 1898年1月22日日食，印度马哈拉施特拉邦杰乌尔（Jeur）；
- 1900年5月28日日食，佐治亚州托马斯顿（Thomaston）；
- 1905年8月30日日食，西班牙阿尔阿马德亚拉贡；
- 1908年1月3日日食，基里巴斯弗林特岛；
- 1914年8月21日日食，乌克兰布罗瓦里；
- 1918年6月8日日食，华盛顿州戈尔登代尔；
- 1922年9月21日日食，澳大利亚沃勒尔（Wallal）。

## 备注
1. ↑  Aitken, R. G. . Publications of the Astronomical Society of the Pacific. 1938, 50: 204. Bibcode:1938PASP...50..204A. doi:10.1086/124927.
2. ↑  Moore, J. H. . The Astrophysical Journal. 1939, 89: 143. Bibcode:1939ApJ....89..143M. doi:10.1086/144035.
3. ↑  .   [2017-10-03]. （原始内容存档于2019-06-07）.
4. ↑  Hockey, Thomas. . Springer Publishing. 2009  [August 22, 2012]. ISBN 978-0-387-31022-0. （原始内容存档于2014-01-04）. （页面存档备份，存于）
5. ↑  Campbell, W. W. . Astronomy and Astro-Physics. 1894, 13: 448–476 (specifically p. 461). Bibcode:1894AstAp..13..448C.
6. ↑  Swings, P.; Struve, O. . Proc Natl Acad Sci USA. 1940, 26 (7): 454–458. Bibcode:1940PNAS...26..454S. PMC 1078208 . PMID 16588382. doi:10.1073/pnas.26.7.454.
7. ↑  Campbell, W. W. . Lick Observatory Bulletin. 1928, 397: 160. （页面存档备份，存于）
8. ↑  .   [2017-10-03]. （原始内容存档于2020-11-26）.
9. ↑  .   [2017-10-03]. （原始内容存档于2011-07-26）.
10. ↑  . National Academy of Sciences.   [19 February 2011]. （原始内容存档于2013-01-26）.
11. ↑  .   [2017-10-03]. （原始内容存档于2019-06-08）.
12. ↑  Crawford, R. T. . Publications of the Astronomical Society of the Pacific. 1915, 27: 153. Bibcode:1915PASP...27..153C. doi:10.1086/122422.
13. ↑  Dyson, F. W. . Obituary Notices of Fellows of the Royal Society. 1939, 2 (7): 612–626. doi:10.1098/rsbm.1939.0021.
14. ↑   (PDF).   [2017-10-03]. （原始内容存档 (PDF)于2013-01-24）.
15. ↑  . planetarynames.wr.usgs.gov. IAU. 2010-10-18  [2017-10-03]. （原始内容存档于2017-10-03）.
16. ↑  . planetarynames.wr.usgs.gov. IAU. 2010-11-17  [2017-10-03]. （原始内容存档于2019-06-29）.
17. ↑  . . Astronomical Society of the Pacific. 1919: 65.